# 藤原秀樹
藤原 秀樹（ふじわら ひでき、1971年10月18日 - ）は、日本の元俳優。東京都出身。血液型はA型。
スターダストプロモーションに所属していた。身長168cm。

## 来歴・人物
高校1年生のころに『仮面ライダーBLACK』のゲスト出演で俳優デビュー。
1992年、『恐竜戦隊ジュウレンジャー』のダン / トリケラレンジャー役で人気を博した。特に主婦から人気が高かったという。
その後も『七人の女弁護士』や『横浜ばっくれ隊』などの、ヤンキー系やヤクザ系などを演じたが、1999年以降は出演ドラマや映画も少なくなり、芸能界を引退。
趣味・特技は野球。カープファンでもあり、広島東洋カープ私設応援団東京緋鯉会の団長を務めていた。

## エピソード
『鳥人戦隊ジェットマン』にゲスト出演した時、次作『恐竜戦隊ジュウレンジャー』のゲキ/ティラノレンジャー役の候補に上がっていたが、普通にオーディションを受け、ダン/トリケラレンジャー役に決まった。
『ジュウレンジャー』以前は不規則な生活を送っていたが、同作品の撮影時は現場で3食しっかり食べるようになり、アクションもこなしていたので健康になったと述べている。　
『ジュウレンジャー』で共演した望月祐多は、藤原が人を驚かせるのを好きであったことを証言しており、行川アイランドのロケでは夜の自由時間での肝試しを率先していたという。
『ジュウレンジャー』で共演していた橋本巧には及ばないがバク転もできる。
『超力戦隊オーレンジャー』の三田裕司 / オーブルー役のオファーも来ていた。

## 出演

### テレビドラマ
- 仮面ライダーBLACK 第9話（1987年、TBS）
- 花のあすか組! 第16話（1988年、フジテレビ）
- 翔ぶが如く（1990年、NHK） - 島津忠義役[注釈 1]
- スーパー戦隊シリーズ（テレビ朝日）
  - 鳥人戦隊ジェットマン（1991年） - ダン 役
  - 恐竜戦隊ジュウレンジャー（1992年 - 1993年） - ダン / トリケラレンジャー 役
- 七人の女弁護士（1991年、テレビ朝日） - サラリーマン 役ほか
- 同窓会 第7話（1993年、日本テレビ）
- 部屋においでよ（1995年、TBS）
- ドラマ愛の詩 「ズッコケ三人組」（1999年、NHK教育テレビ） - 近所の人 役
- 世にも奇妙な物語（フジテレビ）

### 映画
- TARO! TOKYO魔界大戦（1991年、ニュー・センチュリー・プロデューサーズ） - 中臣太郎 役
- 横浜ばっくれ隊 夏の湘南純愛篇（1994年、イメージファクトリー・アイエム） - 正記 役

### オリジナルビデオ
- 初体験物語2（1992年、徳間ジャパンコミュニケーションズ）
- 恐竜戦隊ジュウレンジャー ダイノビデオ（1992年、小学館） - ダン 役

### CM
- ボシュロム
- マクドナルド
- マンダム
- 日産自動車